# Tintinologie

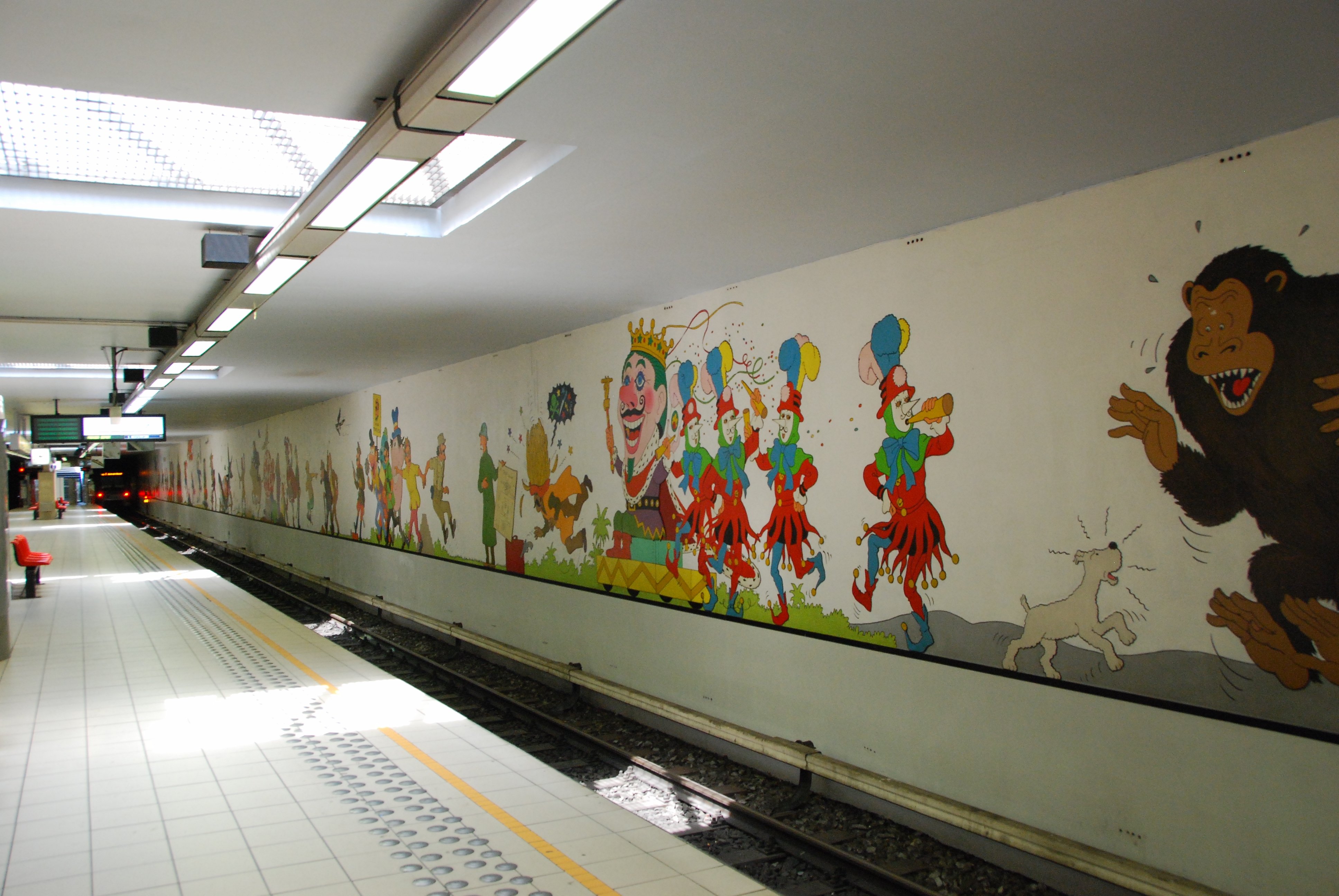
Le tintinologue est le spécialiste des personnages, lieux, événements présentés dans la série d'album Les Aventures de Tintin (Fresque du métro de Bruxelles, présentant de nombreux personnages)

La tintinologie est l'étude approfondie de la bande dessinée des Aventures de Tintin, œuvre du dessinateur belge Hergé dont les albums sont parus entre 1930 et 1976.
Cette étude s'applique généralement à l'ensemble des personnages, lieux, événements présentés dans cette série d'albums. Elle est réalisée par des tintinologues.

## Tintinologie et tintinophilie

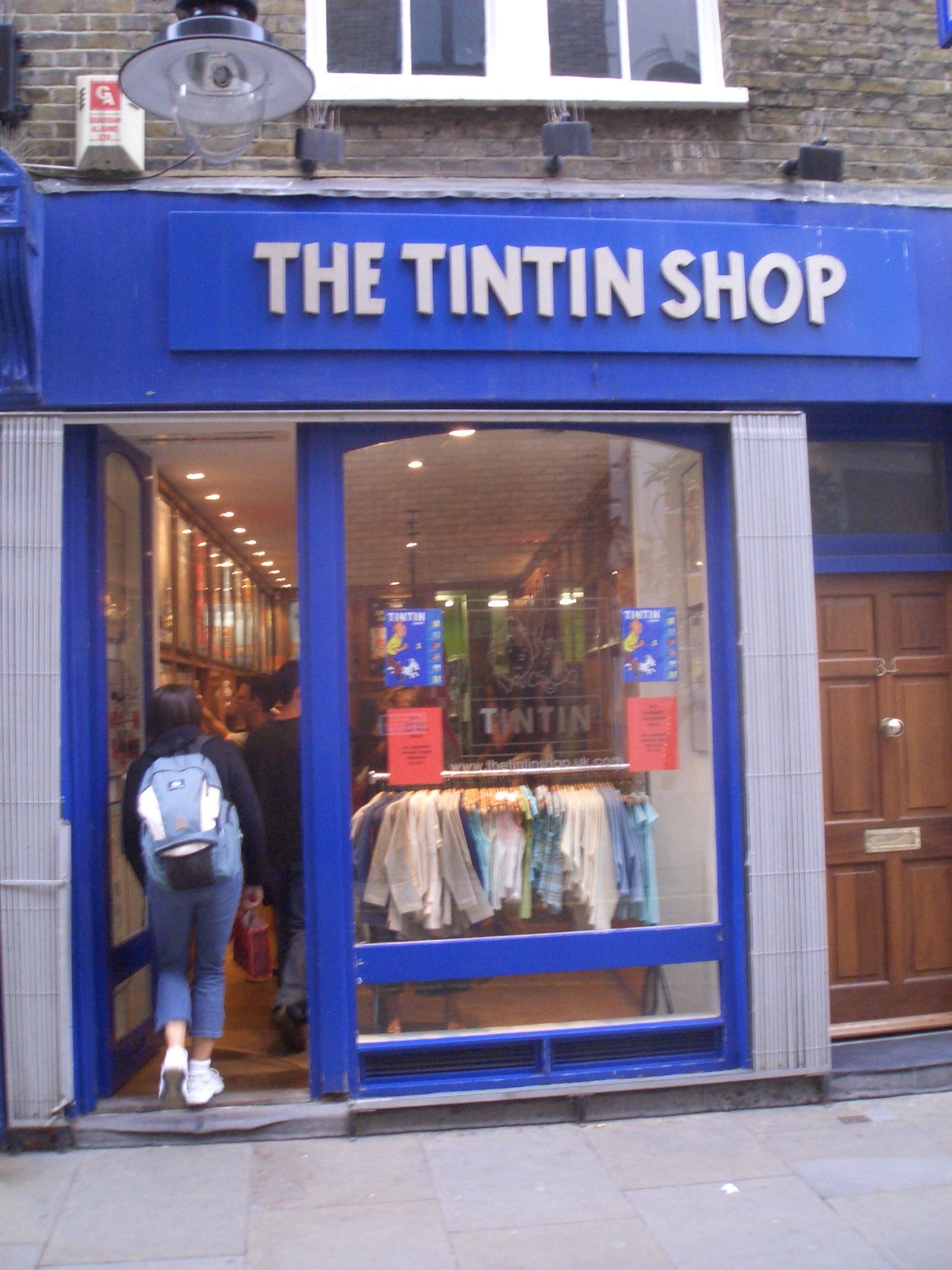
The Tintin Shop de Londres.

Le terme « tintinophilie » recouvre généralement l'ensemble des amateurs, voire des admirateurs de l’œuvre d’Hergé consacrée aux aventures de Tintin, sans que cette admiration aille plus loin qu'une collection, tandis que le terme « tintinologue » correspond plutôt aux spécialistes de l'œuvre du dessinateur Hergé et qui ont publié des articles, des livres, voire des thèses universitaires sur ce même thème.
Dans un article publié en 2004 consacré à un moine dominicain fan du héros de Hergé, le journal Le Monde évoque le « pays des tintinos », ouvrant ainsi un raccourci entre les termes de « tintinologues », « tintinophiles » et autres « tintinomanes ».
Dans son ouvrage intitulé Objectif Hergé, publié en 2021, l'historien genevois Michel Porret évoque le terme en expliquant que « pour devenir Tintinologue, il faut relire l'œuvre sous toutes ses coutures, traquer ses variantes, en collectionner les éditions, comparer les éditions, se mettre au travail ».
En anglais, les termes « Tintinology » et « Tintinologist » ont été utilisés par l'écrivain irlandais Mark O'Connel, dans le magazine américain The New Yorker, en octobre 2011 à propos de la sortie de l'adaptation au cinéma Les Aventures de Tintin : Le Secret de La Licorne, réalisé par Steven Spielberg et sorti durant cette période dans de nombreuses salles de cinéma dans le monde.
Il existe dans le monde (en Belgique, en France, au Japon, en Australie, au Royaume-Uni), de nombreuses librairies spécialisées (certaines étant officielles) vendant des ouvrages exclusivement centrés sur Hergé, Tintin et ses aventures, ainsi que les produits dérivés permettant aux tintinologues et aux tintinophiles de compléter leurs connaissances ou leurs collections.

## Tintinologues célèbres
De nombreux ouvrages ont été publiés sur Tintin, son univers et surtout son auteur, présentant ainsi un rapport bien plus complexe entre Hergé et ses personnages comme semble l'indiquer l'ouvrage du psychanalyste Gérard Guasch, auteur de Tintin sur le Divan, publié aux éditions L'archipel et qui présente en onze chapitres, l'analyse de certains personnages des aventures de Tintin, ainsi qu'une petite « bibliographie tintinologique ».
Cette liste, non exhaustive, présente les auteurs considérés comme les tintinologues les plus populaires, notamment pour avoir consacré plusieurs ouvrages exclusifs sur l'univers de Tintin :

### Pays francophones
- Albert Algoud, souvent présenté comme un « tintinolâtre », est un humoriste, homme de télévision et auteur de nombreuses œuvres sur l'univers de Tintin, dont le Dictionnaire amoureux de Tintin, publié en 2016[8].
- Jean-Marie Apostolidès, romancier, essayiste français, auteur de Tintin et le mythe du surenfant édité aux éditions Moulinsart est reconnu à sa mort en 2023 comme l’un des universitaires les plus brillants ayant écrit sur Tintin[9].
- Paul Danblon, journaliste scientifique à la RTBF, président-fondateur d'un cercle tintinophile appelé Faculté Tryphon Tournesol de Tintinologie (FTTT)[10].
- Bob Garcia, journaliste et auteur d'essais sur la bande dessinée, spécialiste de l'œuvre de Hergé, il a publié de nombreux ouvrages consacré à Tintin dont Tintin, du cinéma à la BD, publié aux éditions MacGuffin en 2019.
- Philippe Goddin, expert et critique littéraire belge, est un spécialiste de la vie et de l'œuvre d'Hergé.
- Yves Horeau, écrivain, auteur de contes et de nouvelles, est l'auteur de nombreux articles et ouvrages, écrits seul ou en collaboration sur les personnages de Tintin dont Tintin, Haddock et les bateaux (avec Jean-Claude Chemin et une préface de Philippe Goddin), publié aux éditions du Moulinsart. En 2000, il déclare lors d'une interview publiée dans le quotidien Le Télégramme : « C'est très sérieux, la tintinologie »[11],[12].
- Renaud Nattiez, écrivain, spécialiste de l'univers de Tintin, est l'auteur du Dictionnaire de Tintin, un ouvrage de plus de 400 pages, publié aux éditions Honoré Champion, coll. « Les Dictionnaires », en 2017.
- Benoît Peeters, écrivain, scénariste de BD et critique franco-belge est très souvent évoqué en tant qu'expert de l'univers de Tintin et de l'œuvre de Hergé. S'intéressant à Hergé dès les années 1970, il est notamment l'auteur de Hergé, fils de Tintin publié en 2002, chez Flammarion. Après la mort du dessinateur en 1983, il est chargé d'étudier et retranscrire les brouillons de Tintin et l'Alph-Art afin de les publier[13].
- Serge Tisseron, psychiatre et psychanalyste français, est l'auteur de plusieurs ouvrages sur Tintin et Hergé, dont notamment Tintin chez le psychanalyste, publié en 1985 chez Aubier.

### Pays anglophones
- Michael Farr, journaliste britannique, est un expert de la série de bande dessinée Les Aventures de Tintin et de son créateur, Hergé. Il est l'auteur de plusieurs livres à ce sujet, ainsi que de la traduction en anglais de plusieurs autres ouvrages sur ce même thème[14].
- Harry Thompson (en), producteur de comédies TV britanniques, fut aussi un grand fan de Tintin. Il est l'auteur d'une biographie sur Hergé et a participé au Film d'Anders Ostergaard, Tintin et Moi[15].

### Pays hispanophones
- Juan d'Ors, chanteur, musicien, acteur, écrivain et producteur espagnol, est l'auteur de l'essai Tintin, Hergé… y los demás, texte considéré comme précurseur et une des meilleures synthèses écrites sur le travail narratif et esthétique sur le créateur de Tintin[réf. souhaitée], livre réédité en 1989[16].

- Fernando Castillo Cáceres (es), Historien, spécialiste en droit et sciences sociales, il est l'auteur du livre El Siglo de Tintín, publié à Madrid en 2004 et qui se présente comme une biographie de Tintin. Il y évoque également de façon sarcastique la « secta de los tintinólogos »[17].

Portrait de quelques tintinologues célèbres
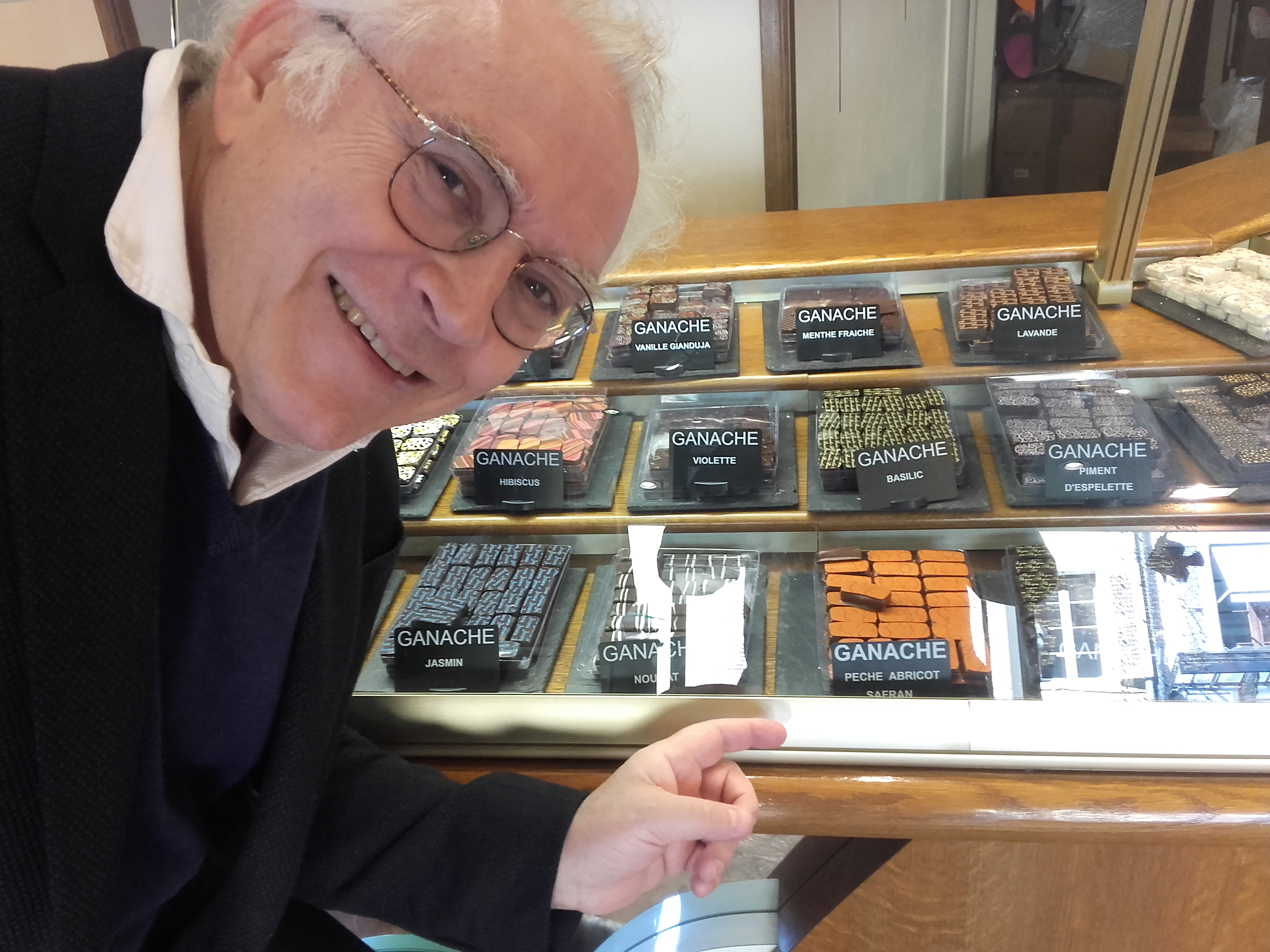
Albert Algoud en 2010.
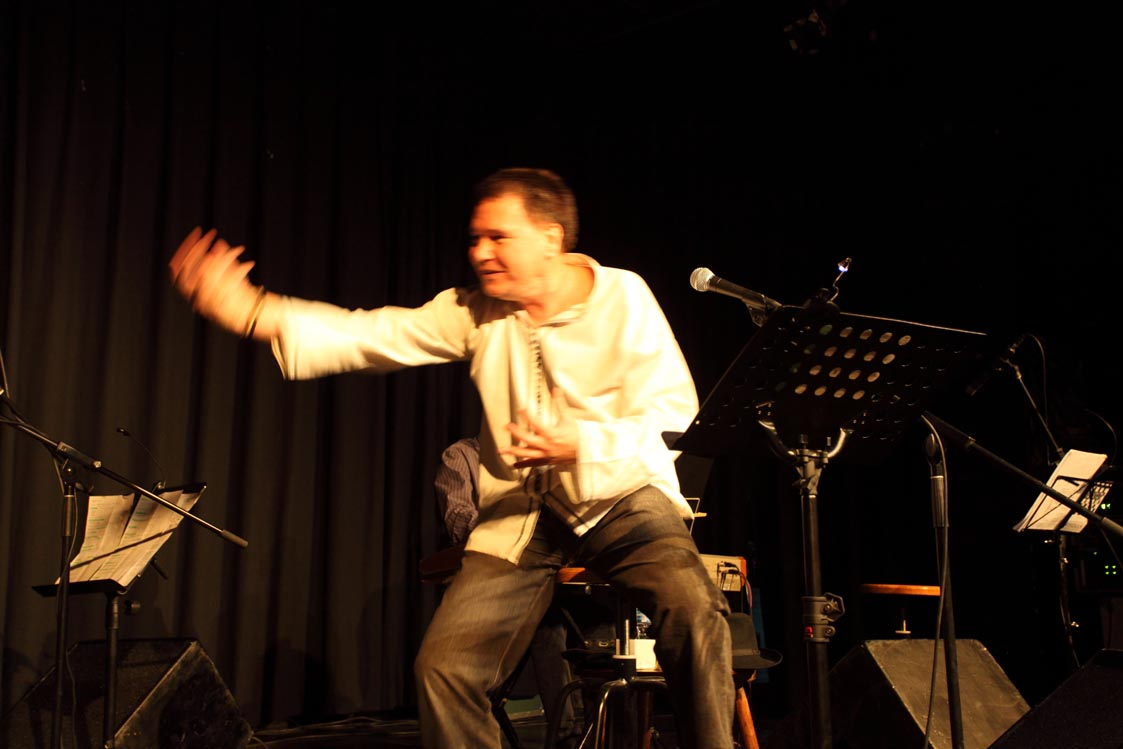
Juan d'Ors en 2009.
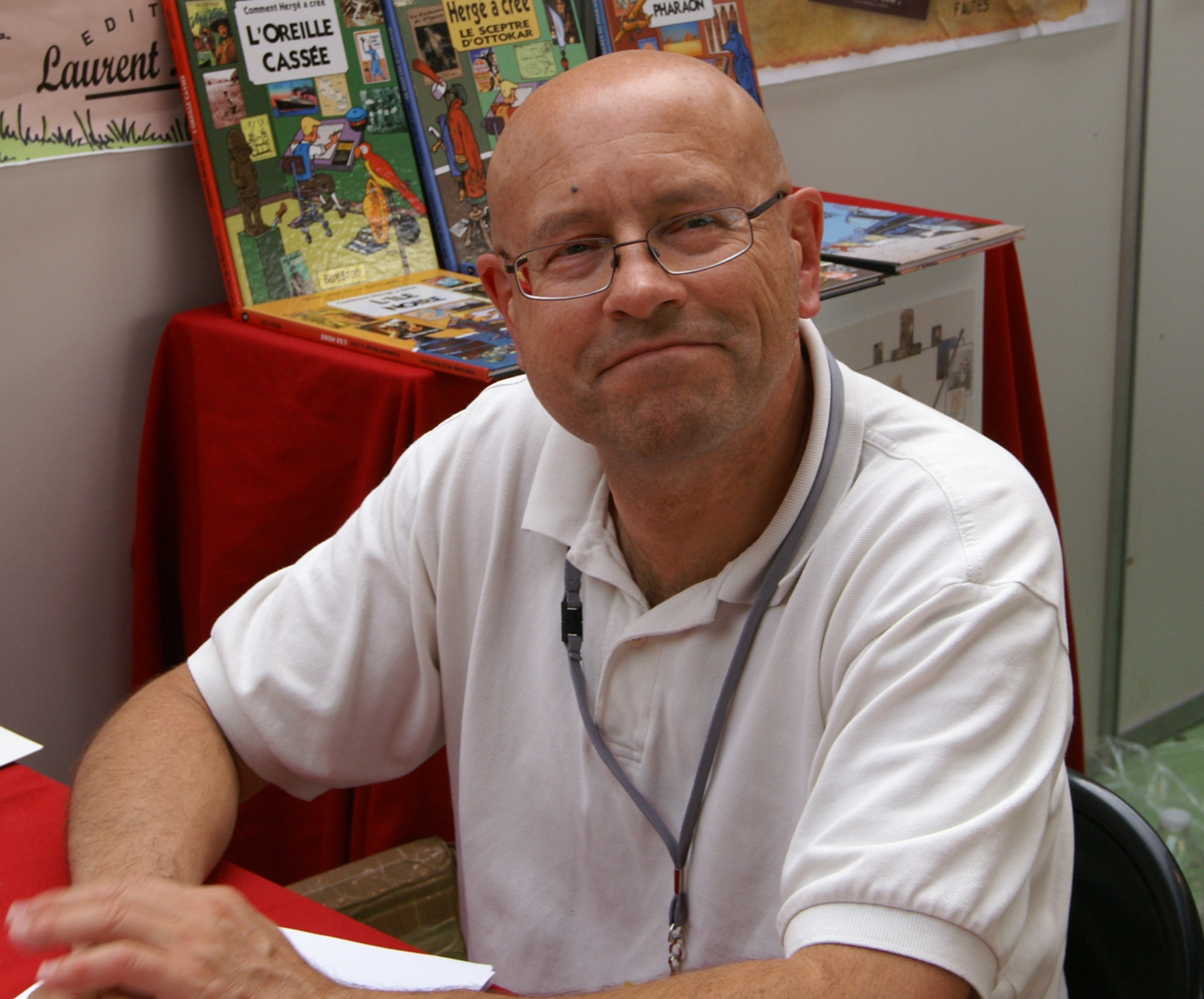
Bob Garcia, au festival Quai des Bulles 2010.
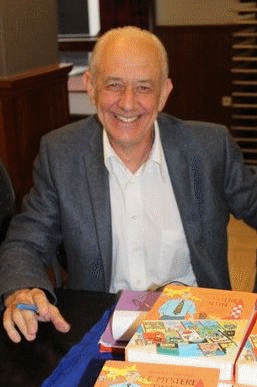
Renaud Nattiez en 2020.
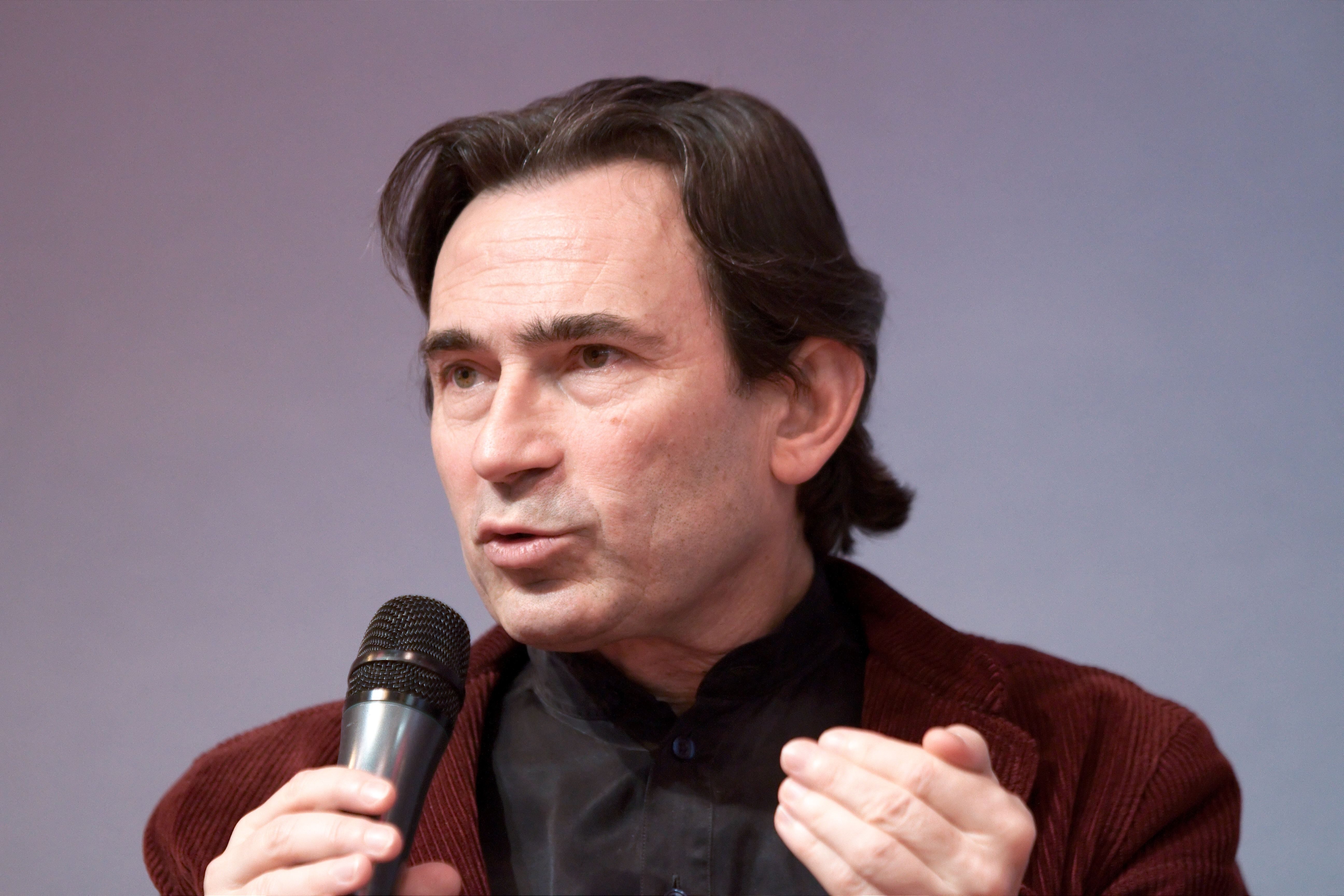
Benoit Peeters au Salon du livre de Paris 2010.
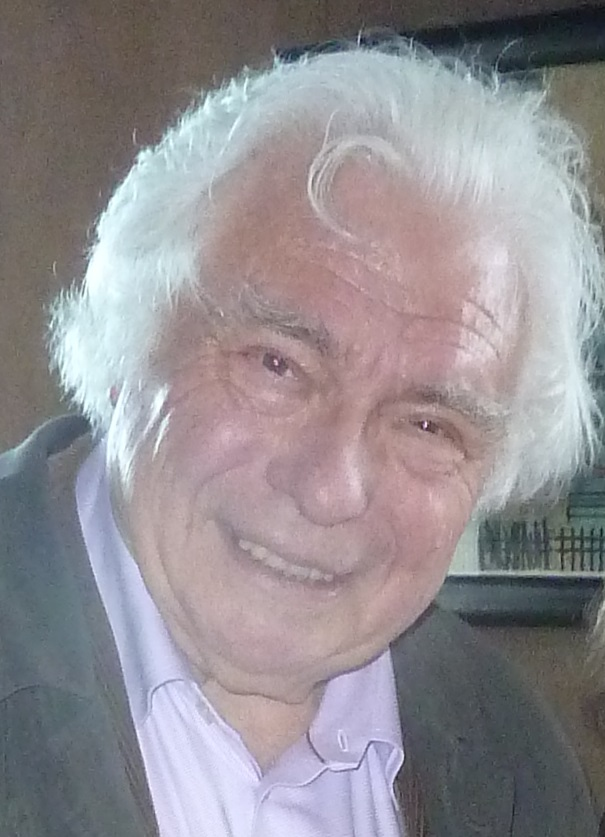
Paul Danblon en 2012.
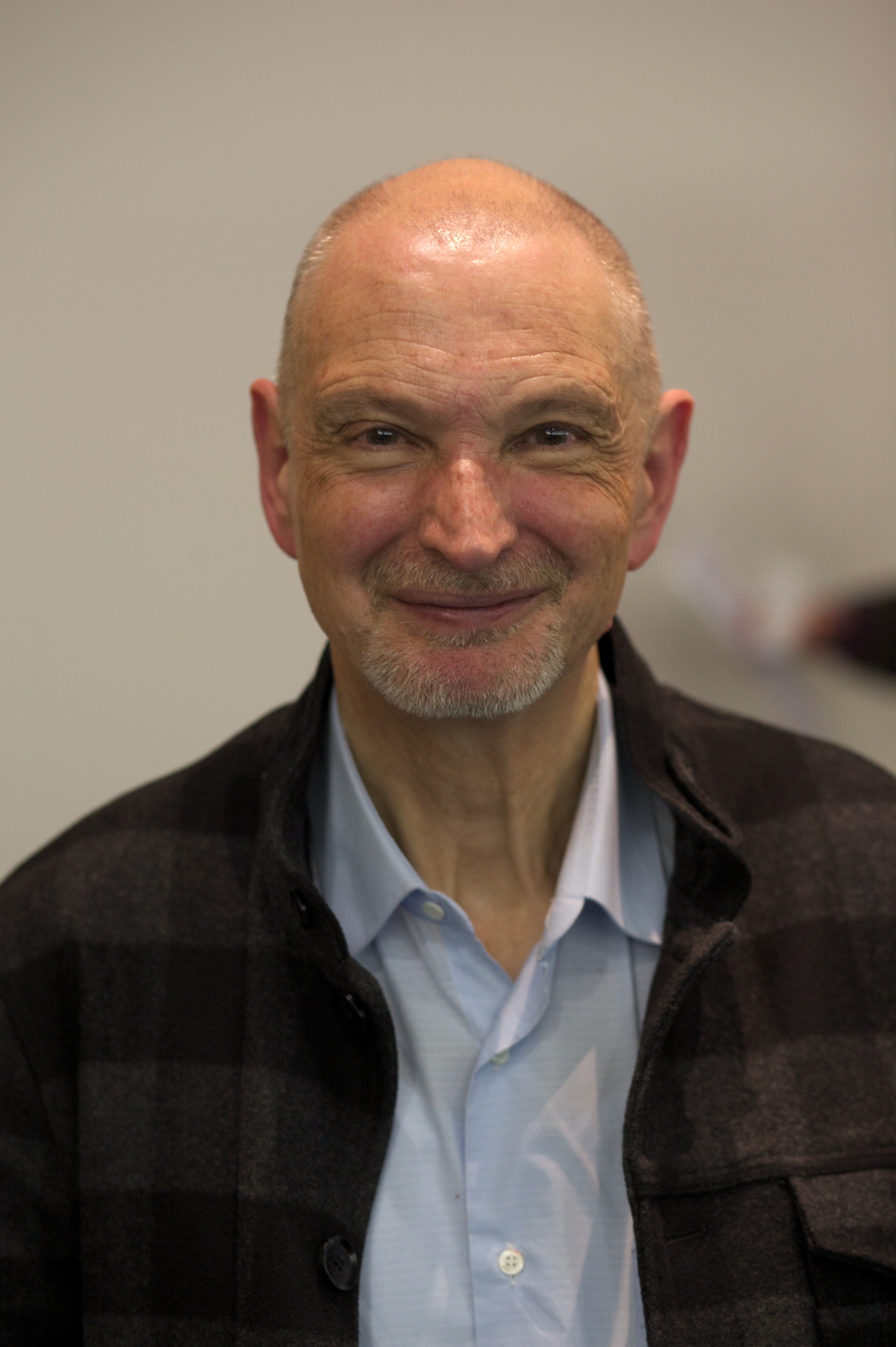
Serge Tisseron en 2013.